# Antonie Galušková
 (août 2024).
Si vous disposez d'ouvrages ou d'articles de référence ou si vous connaissez des sites web de qualité traitant du thème abordé ici, merci de compléter l'article en donnant les références utiles à sa vérifiabilité et en les liant à la section « Notes et références ».
Antonie Galušková, née le 17 mai 2001, est une kayakiste tchèque de slalom. 

## Carrière
Antonie Galušková remporte la médaille d'or dans l'épreuve de K1 par équipe aux Championnats d'Europe 2020 puis une médaille d'argent toujours par équipe aux Championnats du monde de slalom 2021 à Bratislava. Elle remporte cette saison-là une médaille de bronze par équipe pour les Championnats d'Europe.
En 2022, elle est championne d'Europe U23 (K1) et championne tchèque. Lors des Jeux européens, elle remporte avec Fišerová et Hilgertová une nouvelle médaille d'argent par équipe.
En 2024, elle participe aux Jeux olympiques d'été de 2024 à Paris.

## Palmarès

### Championnats du monde
- 2021 à Bratislava
  -  Médaille d'argent en K1 par équipe

### Championnats d'Europe
- 2020 à Prague
  -  Médaille d'or en K1 par équipes
- 2022 à Ivrée
  -  Médaille de bronze en K1 par équipes
- 2023 à Cracovie (partie des Jeux européens de 2023)
  -  Médaille d'argent en K1 par équipes
- 2025 à Vaires-sur-Marne
  -  Médaille d'or en K1 par équipes